# О
О (onderkast о) is een letter van het cyrillische alfabet en wordt gebruikt in het Russisch. Het wordt uitgesproken als /o/. Deze letter kan verward worden met de Latijnse O

## Weergave

### Unicode
De О en о zijn in 1993 toegevoegd aan de Unicode 1.0 karakterset.
In Unicode vindt men О onder het codepunt U+041E (hex) en о onder U+043E.

### HTML
In HTML kan men voor О de code &Ocy; gebruiken, en voor о &ocy;.